# 中村僖良
中村 僖良（なかむら きよし、1942年4月22日 - ） は、日本の電子工学者。東北大学名誉教授。元電子情報通信学会基礎・境界ソサイエティ会長。

## 人物・経歴
長野県生まれ。長野県松本深志高等学校を経て、1966年東北大学工学部通信工学科卒業。1968年東北大学大学院工学研究科電気及通信工学専攻修士課程修了、東北大学助手。清水洋の下で、圧電振動子関連の研究を始める。1975年工学博士。1976年東北大学工学部助教授。1988年東北大学工学部教授。1996年電子情報通信学会超音波研究専門委員会顧問。2000年電子情報通信学会基礎・境界ソサイエティ会長。電気通信工学振興会理事長、半導体研究振興会理事、日本学術振興会弾性波素子技術第150委員会副委員長なども歴任した。定年退職後、PDTラボラトリーを設立。

## 受賞
- 電子情報通信学会論文賞 1980[3]
- 超音波テクノ賞（科学賞）1992[3]
- 知財功労賞（特許庁長官賞）2002[3]
- 電子情報通信学会フェロー 2003[3]
- 日本音響学会功績賞 2011[5]